# Eothyris
Eothyris là một chi tuyệt chủng của họ Eothyrididae. Đây là một chi Synapsida. Nó có liên quan chặt chẽ với Oedaleops.

## Phát hiện và loài
Chỉ có một loài được biết đến, Eothyris parkeyi, từ một hộp sọ duy nhất, được tìm thấy trong tầng Belle Plains tại Texas.Hộp sọ có chiều dài khoảng 2,25 inch (5,7 cm).

## Hình ảnh

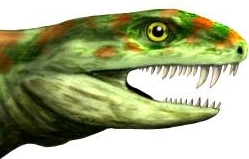